# Un moroso, un secuestro y un armario en el rellano
Un moroso, un secuestro y un armario en el rellano es el cuarto episodio de la primera temporada de la serie de televisión La que se avecina. Su primer pase en televisión fue en Telecinco el 13 de mayo de 2007, estrenándose con un 20,3% de cuota de pantalla y 3.365.000 espectadores.

## Argumento
Los Recio traen de vuelta a su hijo Álvaro de Irlanda para que pase unos días con la familia. Allí se hace amigo de Fran, con el que descubre la diversión, al contrario de su antigua vida que no tuvo en un internado irlandés. Por la noche llega borracho, y se queda a dormir en casa de Fran para que sus padres no le castiguen. Mientras los demás están durmiendo, deciden irse a una casa de unas chicas a escondidas y al volver, a altas horas de la madrugada, deciden fingir un secuestro para negociar con sus padres y que les den una scooter, escondiéndose en la caravana de Maxi. Finalmente, Enrique, el padre de Fran, descubre a ambos y los Recio envían de vuelta a Álvaro a Irlanda.
Mientras tanto, Joaquín se da cuenta de que su hermano no es capaz de tener una relación sin sexo con una mujer, le propone el reto de hacerse una amiga: sin amor ni sexo. Sergio se hace amigo de Cris. Aunque inicialmente ella no siente nada por su vecino, Fabio y Silvio le convencen de que éste quiere algo más que una amistad con Cris, así que ella propone tirarle los tejos. Tras conseguirlo, ambos se van al dormitorio pero no llega a surgir el amor, ya que Cris confiesa que está enamorada de Javi, el presidente. De esta forma, Sergio gana la apuesta a su hermano Joaquín.
Los vecinos empiezan a pedir presupuesto para la piscina, pero no les cuadra, debido a que el propietario del 2 °C no ha pagado ninguna cuota. Dicho vecino es el Moroso, que nunca sale de casa y no se relaciona con el vecindario. Por ello, la comunidad contrata a un cobrador del frac, pero éste agrede accidentalmente a Antonio y, pensando que es un sicario que ha mandado Silvio, decide regalarles la lavadora. Posteriormente agrede también a Vicente porque le confunde con el moroso al ocupar su plaza de garaje. Finalmente, es el presidente quien explica todo a la comunidad y Antonio les pide de vuelta la lavadora a sus alquilados.
En la peluquería no dejan entrar a Izaskun y su amiga Mari Tere, así que se prestan como señoras de la limpieza de Lola y su marido. Estos la aceptan, pero empiezan a estar descontentos porque Izaskun no trabaja, se bebe sus cervezas y les roba la ropa. Mari Tere argumenta que su amiga es esquizofrénica y que está a su cargo. Finalmente la pareja no tiene más remedio que despedirles, pero es Lola quien argumenta el despido y les abona una indemnización con el dinero de las cuotas de la comunidad.
Por otra parte, Goya mide su piso y descubre que tiene 6m2 menos que lo reflejado en las escrituras. La propietaria se queja a la constructora, pero hacen caso omiso, así que la familia decide poner un armario en el rellano para ocupar sus metros cuadrados restantes, cosa que le origina problemas con los Cuquis. Finalmente, tras un intenso chantaje, la constructora les cede una plaza de garaje para recuperar los metros perdidos.

## Reparto

### Principal
- Malena Alterio como Cristina Aguilera
- Fabio Arcidiácono como Fabio Sabatani
- Ricardo Arroyo como Vicente Maroto
- Mariví Bilbao como Izaskun Sagastume
- Carlota Boza como Carlota Rivas Figueroa
- Fernando Boza como Nano Rivas Figueroa
- Beatriz Carvajal como Goya Gutiérrez
- Pablo Chiapella como Amador Rivas
- Adrià Collado como Sergio Arias
- Gemma Cuervo como Mari Tere Valverde
- Rodrigo Espinar como Rodrigo Rivas Figueroa
- Eduardo García Martínez como Fran Pastor Madariaga
- José Luis Gil como Enrique Pastor
- Eduardo Gómez Manzano como Máximo Angulo
- Macarena Gómez como Lola Trujillo
- Elio González como Eric Cortés
- Nacho Guerreros como Coque Calatrava
- Eva Isanta como Maite Figueroa
- Sofía Nieto como Sandra Espinosa
- Isabel Ordaz como Araceli Madariaga
- Guillermo Ortega como Joaquín Arias
- Antonio Pagudo como Javier Maroto
- Emma Penella como Doña Charo de la Vega
- Vanesa Romero como Raquel Villanueva
- Roberto San Martín como Silvio Ramírez
- Jordi Sánchez como Antonio Recio
- Luis Miguel Seguí como Leonardo Romaní
- Nathalie Seseña como Berta Escobar

### Episódico
- Mamen García como la pitonisa.
- Paul Loustau como Agustín.
- Eduardo Espinilla como Álvaro.
- Manuel Tallafé como Ginés.
- Daniel Núñez como el instalador.
- Verónica Bagdasarian como Paula.
- Camino Texeira como Sonia.
- Cook como el perro de Silvio.